# Reparto di supporto psicologico "Monte Grappa"
Il Reparto di supporto psicologico "Monte Grappa", il cui motto era "sufficit animus" (basta il coraggio) è stata l'unica unità dell'Esercito Italiano specializzata nella guerra e nelle operazioni psicologiche militari durante la Guerra Fredda.
Attività in tempo di guerra:
- propaganda e contropropaganda in supporto alle operazioni di combattimento.

Attività in tempo di pace:
- studio e sperimentazione di nuove tecniche di produzione e disseminazione del materiale psicologico;
- corsi di qualificazione per gli Ufficiali addetti alle operazioni psicologiche di Grandi Unità;
- produzione di materiale di supporto per la lotta a fenomeni pericolosi quali la droga, la guida pericolosa e l'incuria nel maneggio delle armi.

## Origini e vicende organiche
Creato il 1º gennaio 1957, anche se la sua nascita verrebbe collocata all'inizio degli Anni '50, in base ad un accordo NATO, che prevedeva la costituzione di analoghi reparti in ogni paese dell'Alleanza Atlantica in quanto nei paesi del Patto di Varsavia erano stati costituiti i btg. di "disinformazia", sulla falsariga dei reparti di propaganda dell'esercito nazista invasore, che tanti prigionieri era riuscito a catturare nei primi mesi dell'invasione dell'Unione Sovietica durante seconda guerra mondiale, viene costituito il "Re.Gu.Psi." – "Reparto di Guerra Psicologica", con sede in Verona, presso l'Ospedale Militare.
Dal 30 giugno 1967 il "Re.Gu.Psi." è trasferito nella Caserma "MOVM ten. Ugo Passalacqua", sempre in Verona, operante come supporto dello S.M.E. Stato Maggiore dell'Esercito italiano ed alle dipendenze del Comando Forze Terrestri Alleate del Sud Europa (LANDSOUTH) della NATO per la quale stampava, tra gli altri documenti, nel gennaio 1967 un libro dal titolo "La propaganda grafica attraverso le guerre" nel quale sono riprodotti numerosi volantini di varie epoche che vanno dal 1757 alla guerra del Vietnam, e un piccolo notiziario, ad uso interno, dal titolo "NATO a Verona" principalmente in lingua italiana ed inglese, ma se il caso anche nelle altre lingue in uso nelle FTASE cioè turco, tedesco, portoghese, greco e francese.
Durante la sua esistenza il "Monte Grappa" ebbe ottimi rapporti di collaborazione con il suo omologo tedesco, il 850º btg. di Difesa Psicologica dell'Esercito della Repubblica Federale Tedesca.

### Denominazione del Reparto

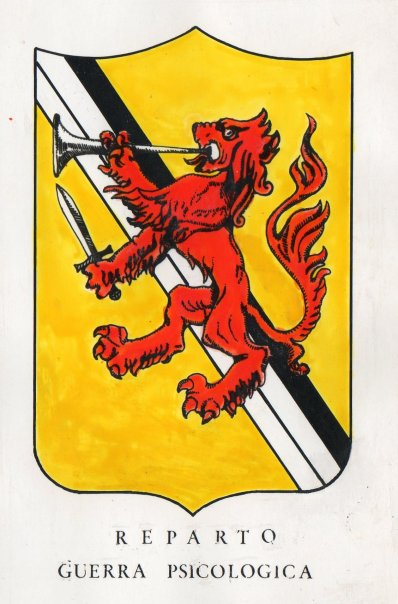
Il vecchio stemma del "Re.Gu.Psi." - "Reparto Guerra Psicologica" (anni '80)

Nel tempo il Reparto ha avuto le seguenti denominazioni:
- "Re.Gu.Psi." - "Reparto di guerra psicologica", dal 1º gennaio 1957;
- "Btg.Gu.Psi." - "Battaglione guerra psicologica";
- "Rgt.Gu.Psi." - "Reggimento guerra psicologica";
- "Re.Gu.Psi." - "Reparto guerra psicologica", al 1º gennaio 1980;
- "Re.S.P.T." - "Reparto di Supporto psicologico tattico", dal 1º gennaio 1980 al 2 giugno 1980;
- "Re.S.P.T. "Monte Grappa" - "Reparto di supporto psicologico tattico "Monte Grappa", dal 2 giugno 1980 al 1º aprile 1982;
- "Btg.S.P.T. "Monte Grappa" - "Battaglione di supporto psicologico tattico "Monte Grappa", dal 1º aprile 1982 al 1º aprile 1987;
- "Re.S.Psi. "Monte Grappa" - "Reparto di supporto psicologico "Monte Grappa", dal 1º aprile 1987.

### Comandanti
Nel tempo si sono succeduti al comando del Reparto:
1. (1957 – 1965) ten. col. Loris Tanzella
2. (1965 – 1966) ten. col. Ferdinando Martinelli
3. (1966 – 1968) col. Carlo Milone
4. (1968 – 1973) col. Rolando Dominioni
5. (1973 – 1976) col. Fulvio Severini
6. (1976 – 1982) col. Fabio Mantovani
7. (1982 – 1983) ten. col. Ottorino Bosi
8. (1983 – 1985) ten. col. Domenico Marchese
9. (1985 – 1987) ten. col. Eugenio Cartechini
10. (1987 – 1989) col. ft. (SG) Claudio Paris
11. (1989 – 1990) col. Amicone
12. (1990) col. Maurizio Gorza

## Accessori identificativi dell'Uniforme

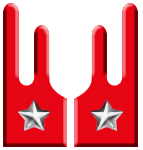
Mostrina della Fanteria Fuori Corpo
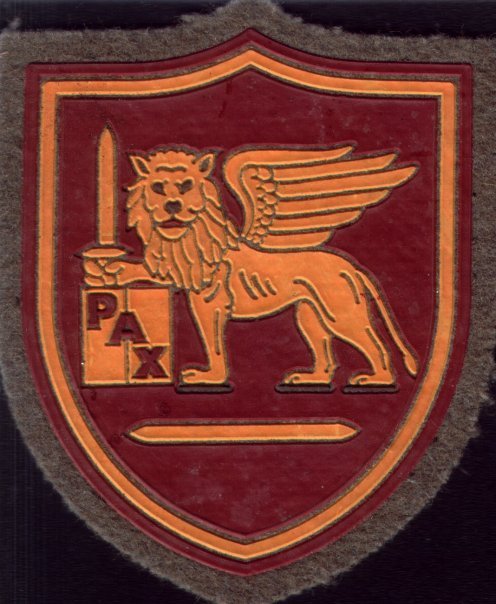
Distintivo Omerale del LANDSOUTH-FTASE della NATO
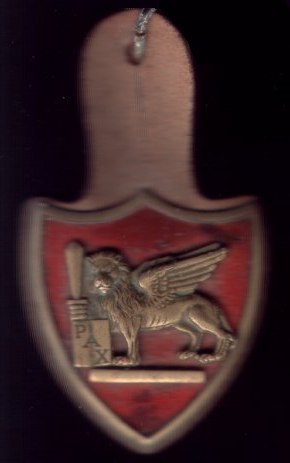
Distintivo Pendente Destro del LANDSOUTH-FTASE della NATO

Il Reparto portava i seguenti segni distintivi:
- Fregio: Fanteria;
- Mostrine: rosse a 2 punte della Fanteria Fuori Corpo;
- Distintivo sulla pattina della tasca sinistra: dell'Unità;
- Distintivo omerale sinistro: scudetto rosso bordato di giallo con il Leone di San Marco sulla Rosa dei venti della NATO (LANDSOUTH–F.T.A.S.E.), veniva utilizzato anche un secondo modello ma privo della Rosa dei venti della NATO.

I due modelli di distintivo omerale sinistro, venivano utilizzati sulla divisa da servizio e combattimento (scbt) sia dagli Ufficiali, sia dai Sottufficiali, sia dalla Truppa.
Per gli Ufficiali ed i Sottufficiali, sulla drop (la divisa ordinaria, o da libera uscita) e sulla diagonale, sia Estive che Invernali, il distintivo era metallico e veniva portato al bottone della tasca destra.
Solo la truppa, anche sulla drop utilizzava il distintivo omerale sinistro.
I distintivi di Unità del "Monte Grappa", conosciuti, in ordine cronologico, sono stati:
- il primo: senza il nome del Reparto era usato dal Battaglione;
- il secondo: usato dal Reparto, identificato con "Reparto S.Psi.";
- il terzo: usato dal Reparto, identificato con "Reparto S.P.T.".

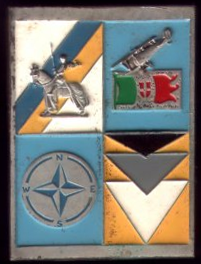
Distintivo del Reparto

La simbologia del distintivo è evidente:
- nel 1º quarto, la statua di Cangrande della Scala ed i colori (blu e giallo) di Verona, indicano la sede stanziale dell'Unità;
- nel 2º quarto, è raffigurato il biplano Ansaldo S.V.A. 2 dell'87ª Squadriglia "la Serenissima" ed il manifesto che Gabriele D'Annunzio lanciò con il Volo su Vienna il 9 agosto 1918 alla fine della prima guerra mondiale, rappresenta la più famosa azione di propaganda delle Forze Armate italiane ;
- nel 3º quarto, la Rosa dei venti simboleggia l'azione a 360° dell'Unità e l'inserimento all'interno della struttura NATO;
- nel 4º quarto, in campo giallo, i tre triangoli di colore diverso (nero, grigio e bianco) indicano i tre tipi di propaganda, per meglio dire, la base della propaganda cioè la notizia. Nera quando la notizia proviene da fonte sconosciuta, grigia quando la notizia proviene da fonte non ufficiale, bianca quando la notizia proviene da un organo di informazione ufficiale.

Più indietro nel tempo il Reparto guerra psicologica aveva un distintivo bronzato di formato tondo con al centro un leone rampante e la denominazione del Reparto in circolo sul bordo.

## Attuali unità italiane di PsyOps
Il 28º Reggimento Comunicazione Operativa "Pavia", di stanza nelle Caserme "Del Monte" e "Cialdini" di Pesaro (PU), alle dipendenze del COMFOSE, si può considerare l'erede "tecnico" del "Monte Grappa", non ovviamente l'erede per tradizioni e Bandiera.
Il 28º Reggimento "Pavia" prima della trasformazione era un R.A.R. – (Reggimento Addestramento Reclute).
Attualmente gli operativi del 28º "Pavia" svolgono specialistiche attività addestrative e Corsi PsyOps – Psycological Operations negli U.S.A., presso il 4th MISG – 4th Military Information Support Group del SOC – (Special Operations Command) dell'U.S. Army, presso la base militare di Fort Bragg (Carolina del Nord).